# 客鳥尾

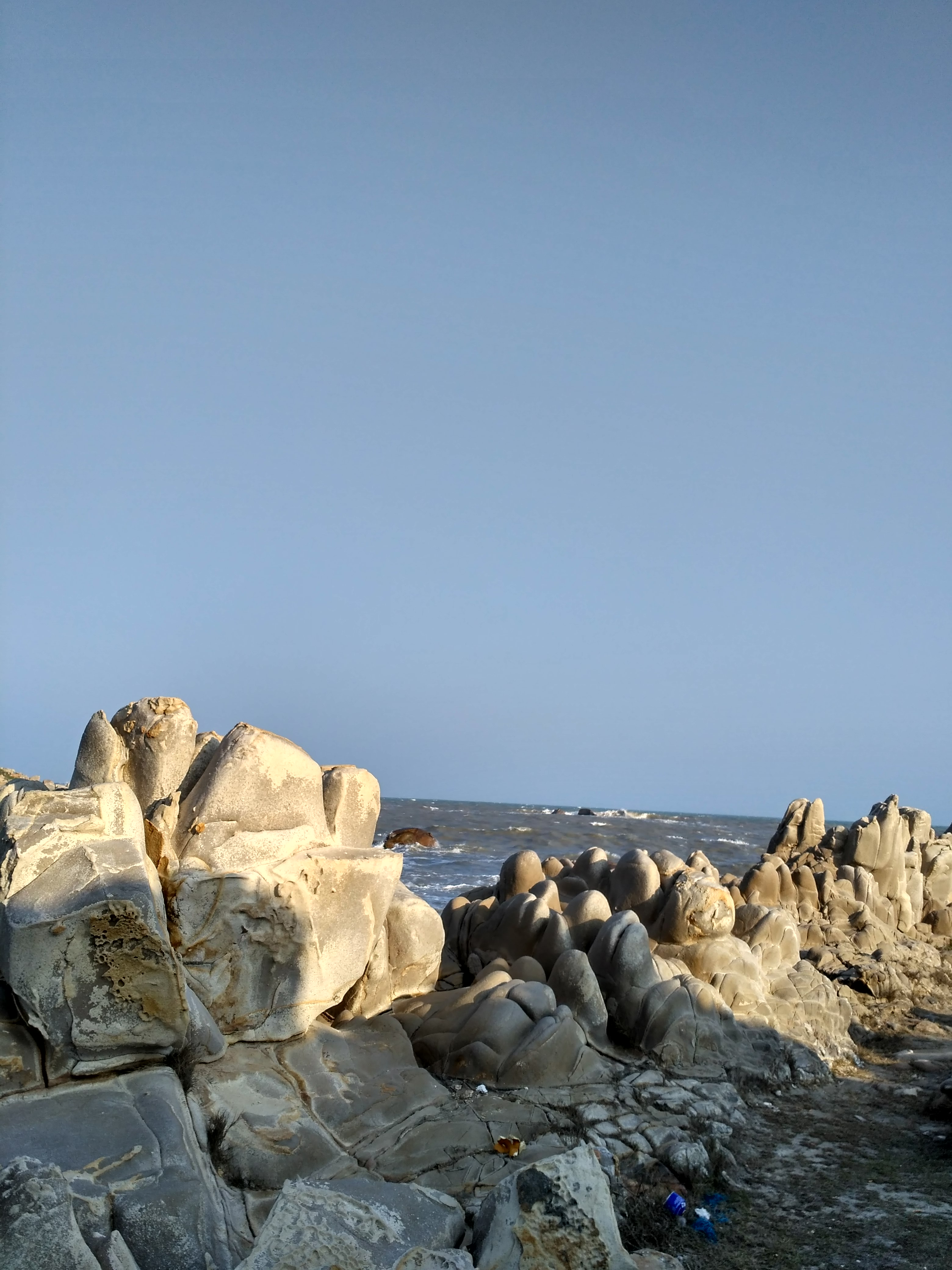
客鳥尾

客鸟尾，又稱客鸟尾石笋区，位于中國廣東省揭陽市惠来县靖海镇的靖海湾东部，面積約8平方公里。客鸟尾海岸呈現海蚀地貌，岸邊丘岗因地壳运动，加上风浪吹击，形成一片石林。
客鳥是當地方言中對喜鵲的稱呼。